# Andrés Chazarreta
Vous pouvez aider à l'améliorer ou bien discuter des problèmes sur sa page de discussion.
- Il ne cite pas suffisamment ses sources. Vous pouvez indiquer les passages à sourcer avec {{référence nécessaire}} ou {{Référence souhaitée}}, et inclure les références utiles en les liant aux notes de bas de page. (Marqué depuis avril 2024)
- Certaines informations devraient être mieux reliées aux sources mentionnées dans la bibliographie ou les liens externes. Améliorez sa vérifiabilité en les associant par des références. (Marqué depuis avril 2024)

- Archive Wikiwix
- Bing
- Cairn
- DuckDuckGo
- E. Universalis
- Gallica
- Google
- G. Books
- G. News
- G. Scholar
- Persée
- Qwant
- (zh) Baidu
- (ru) Yandex
- (wd) trouver des œuvres sur Wikidata

Andrés Avelino Chazarreta (Santiago del Estero, le 29 mai 1876 et le 24 avril 1960) est un musicien et musicologue argentin qui compila de célèbres chansons de forclore telles que la Zamba de Vargas et La Telesita, cette dernière étant une chacarera, un rythme que Chazarreta contribua grandement à diffuser.
En son honneur son jour de naissance a été instaurée "Journée nationale du folcloriste argentin"